# Gete
Gete (francouzsky Gette) je řeka v Belgii, levý přítok Demeru. Teče směrem od jihu k severu.
Gete vzniká poblíž města Zoutleeuw soutokem zdrojnic Grote Gete („Velká Gete“) a Kleine Gete („Malá Gete“). Teče v délce asi 12 kilometrů k městu Halen kde se vlévá do Demeru. Tvoří historickou hranici mezi Lutyšským biskupstvím a Brabantským knížectvím.
Zdrojnice Velká Gete pramení ve vesnici Perwez. Její délka je 51 km. Protéká obce Jodoigne, Hoegaarden a Tienen.
Pramen řeky Malá Gete je ve vesnici Ramillies. Na řece leží obce Orp-Jauche, Hélécine a Zoutleeuw.